# 1321
Il 1321 (MCCCXXI in numeri romani) è un anno  del XIV secolo.

## Eventi
- 21 giugno - Con l'editto di Poitiers, Filippo V di Francia ordina l'eccidio dei lebbrosi.
- 14 settembre - A Parigi viene fondata la Ménéstrandise, corporazione di musicisti, giullari e menestrelli, esistita fino al 1776.

## Nati
- 5 febbraio - Giovanni II del Monferrato, marchese († 1372)
- 5 luglio - Giovanna d'Inghilterra, principessa inglese († 1362)
- 29 agosto - Giovanni d'Artois, nobile († 1387)
- Ibn Juzayy, scrittore († 1357)
- Giovanni III di Trebisonda, imperatore bizantino († 1362)
- Giacomo I di Urgell, nobile († 1347)
- Maria di Corico, regina

## Morti
- 12 gennaio - Maria di Brabante, regina (n. 1254)
- 13 gennaio - Bonacossa Borri, sovrana italiana (n. 1254)
- 1º aprile - Niccolò Alberti, cardinale e vescovo cattolico italiano
- 9 aprile - Tommaso da Tolentino, francescano e beato italiano
- 19 aprile - Gerasimo I di Costantinopoli, arcivescovo ortodosso bizantino
- 20 aprile - William de Soules, nobile scozzese
- 2 maggio - Manfredo di Collalto, vescovo cattolico italiano
- 22 maggio - Mahmud Shah I di Kedah, sovrano malese
- 31 maggio - Birger di Svezia, re svedese (n. 1280)
- 1º luglio - Maria di Molina, regina (n. 1264)
- 18 luglio - Antonio d'Orso, vescovo cattolico italiano
- 31 luglio - Ibn al-Banna al-Marrakushi, matematico e astronomo arabo (n. 1256)
- 3 agosto - Rinaldo da Concorezzo, arcivescovo cattolico italiano (n. 1250)
- 29 ottobre - Stefano Uroš II Milutin, sovrano serbo (n. 1253)
- 3 novembre - Guillaume de Mandagout, cardinale francese
- 27 novembre - Francesco I Pico, condottiero e politico italiano
- 29 novembre - Giacomo II Cavalcabò, politico italiano
- 30 novembre - Pietro Pascal e Catalano Fabri, religioso francese
- 1º dicembre - Alberto Gonzaga, vescovo cattolico italiano
- Dante Alighieri, poeta, scrittore e politico italiano (n. 1265)
- Manfredi I Chiaramonte, nobile, politico e militare italiano
- Geremia da Montagnone, umanista italiano
- Giovanni di Bonandrea, scrittore italiano
- Ma Zhiyuan, poeta e drammaturgo cinese
- Mariano III di Arborea, sovrano
- Prendiparte Pico, condottiero italiano
- Nallo Trinci, nobile italiano
- Beatrice da Correggio, nobile italiana (n. 1286)
- Ingram de Umfraville, nobile e politico scozzese (n. 1245)
- Raimondo II di Baux, conte francese (n. 1264)

## Calendario
| Calendario 1321 | Calendario 1321 | Calendario 1321 | Calendario 1321 | Calendario 1321 | Calendario 1321 | Calendario 1321 | Calendario 1321 | Calendario 1321 | Calendario 1321 | Calendario 1321 | Calendario 1321 | Calendario 1321 | Calendario 1321 | Calendario 1321 | Calendario 1321 | Calendario 1321 | Calendario 1321 | Calendario 1321 | Calendario 1321 | Calendario 1321 | Calendario 1321 | Calendario 1321 | Calendario 1321 | Calendario 1321 | Calendario 1321 | Calendario 1321 | Calendario 1321 | Calendario 1321 | Calendario 1321 | Calendario 1321 | Calendario 1321 | Calendario 1321 |
| --------------- | --------------- | --------------- | --------------- | --------------- | --------------- | --------------- | --------------- | --------------- | --------------- | --------------- | --------------- | --------------- | --------------- | --------------- | --------------- | --------------- | --------------- | --------------- | --------------- | --------------- | --------------- | --------------- | --------------- | --------------- | --------------- | --------------- | --------------- | --------------- | --------------- | --------------- | --------------- | --------------- |
|                 | 1               | 2               | 3               | 4               | 5               | 6               | 7               | 8               | 9               | 10              | 11              | 12              | 13              | 14              | 15              | 16              | 17              | 18              | 19              | 20              | 21              | 22              | 23              | 24              | 25              | 26              | 27              | 28              | 29              | 30              | 31              |                 |
| Gennaio         | Gi              | Ve              | Sa              | Do              | Lu              | Ma              | Me              | Gi              | Ve              | Sa              | Do              | Lu              | Ma              | Me              | Gi              | Ve              | Sa              | Do              | Lu              | Ma              | Me              | Gi              | Ve              | Sa              | Do              | Lu              | Ma              | Me              | Gi              | Ve              | Sa              |                 |
| Febbraio        | Do              | Lu              | Ma              | Me              | Gi              | Ve              | Sa              | Do              | Lu              | Ma              | Me              | Gi              | Ve              | Sa              | Do              | Lu              | Ma              | Me              | Gi              | Ve              | Sa              | Do              | Lu              | Ma              | Me              | Gi              | Ve              | Sa              |                 |                 |                 |                 |
| Marzo           | Do              | Lu              | Ma              | Me              | Gi              | Ve              | Sa              | Do              | Lu              | Ma              | Me              | Gi              | Ve              | Sa              | Do              | Lu              | Ma              | Me              | Gi              | Ve              | Sa              | Do              | Lu              | Ma              | Me              | Gi              | Ve              | Sa              | Do              | Lu              | Ma              |                 |
| Aprile          | Me              | Gi              | Ve              | Sa              | Do              | Lu              | Ma              | Me              | Gi              | Ve              | Sa              | Do              | Lu              | Ma              | Me              | Gi              | Ve              | Sa              | Do              | Lu              | Ma              | Me              | Gi              | Ve              | Sa              | Do              | Lu              | Ma              | Me              | Gi              |                 |                 |
| Maggio          | Ve              | Sa              | Do              | Lu              | Ma              | Me              | Gi              | Ve              | Sa              | Do              | Lu              | Ma              | Me              | Gi              | Ve              | Sa              | Do              | Lu              | Ma              | Me              | Gi              | Ve              | Sa              | Do              | Lu              | Ma              | Me              | Gi              | Ve              | Sa              | Do              |                 |
| Giugno          | Lu              | Ma              | Me              | Gi              | Ve              | Sa              | Do              | Lu              | Ma              | Me              | Gi              | Ve              | Sa              | Do              | Lu              | Ma              | Me              | Gi              | Ve              | Sa              | Do              | Lu              | Ma              | Me              | Gi              | Ve              | Sa              | Do              | Lu              | Ma              |                 |                 |
| Luglio          | Me              | Gi              | Ve              | Sa              | Do              | Lu              | Ma              | Me              | Gi              | Ve              | Sa              | Do              | Lu              | Ma              | Me              | Gi              | Ve              | Sa              | Do              | Lu              | Ma              | Me              | Gi              | Ve              | Sa              | Do              | Lu              | Ma              | Me              | Gi              | Ve              |                 |
| Agosto          | Sa              | Do              | Lu              | Ma              | Me              | Gi              | Ve              | Sa              | Do              | Lu              | Ma              | Me              | Gi              | Ve              | Sa              | Do              | Lu              | Ma              | Me              | Gi              | Ve              | Sa              | Do              | Lu              | Ma              | Me              | Gi              | Ve              | Sa              | Do              | Lu              |                 |
| Settembre       | Ma              | Me              | Gi              | Ve              | Sa              | Do              | Lu              | Ma              | Me              | Gi              | Ve              | Sa              | Do              | Lu              | Ma              | Me              | Gi              | Ve              | Sa              | Do              | Lu              | Ma              | Me              | Gi              | Ve              | Sa              | Do              | Lu              | Ma              | Me              |                 |                 |
| Ottobre         | Gi              | Ve              | Sa              | Do              | Lu              | Ma              | Me              | Gi              | Ve              | Sa              | Do              | Lu              | Ma              | Me              | Gi              | Ve              | Sa              | Do              | Lu              | Ma              | Me              | Gi              | Ve              | Sa              | Do              | Lu              | Ma              | Me              | Gi              | Ve              | Sa              |                 |
| Novembre        | Do              | Lu              | Ma              | Me              | Gi              | Ve              | Sa              | Do              | Lu              | Ma              | Me              | Gi              | Ve              | Sa              | Do              | Lu              | Ma              | Me              | Gi              | Ve              | Sa              | Do              | Lu              | Ma              | Me              | Gi              | Ve              | Sa              | Do              | Lu              |                 |                 |
| Dicembre        | Ma              | Me              | Gi              | Ve              | Sa              | Do              | Lu              | Ma              | Me              | Gi              | Ve              | Sa              | Do              | Lu              | Ma              | Me              | Gi              | Ve              | Sa              | Do              | Lu              | Ma              | Me              | Gi              | Ve              | Sa              | Do              | Lu              | Ma              | Me              | Gi              |                 |